# 讓加爾

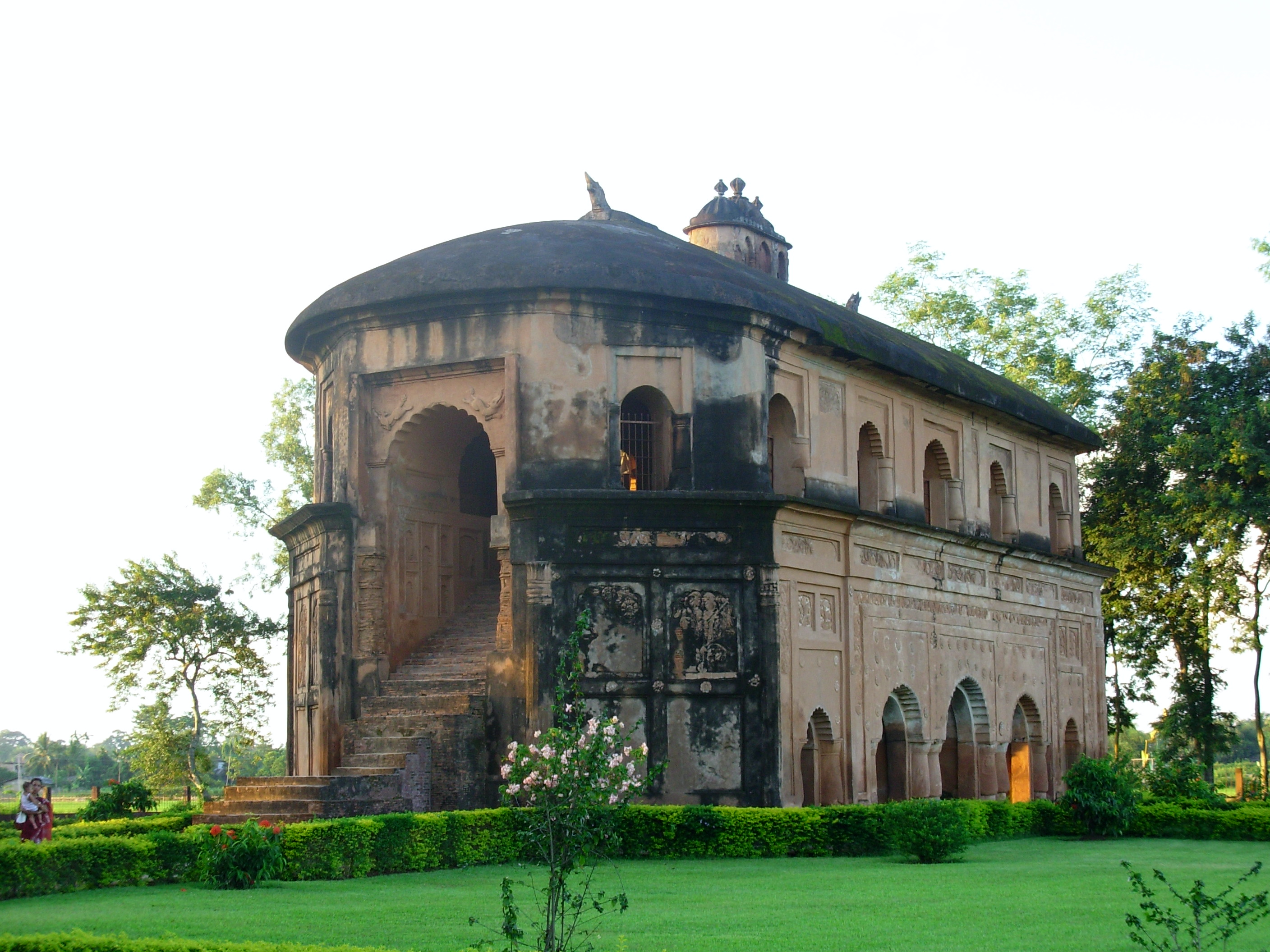
讓加爾

讓加爾，意思是娛樂之家，阿薩姆邦阿豪姆王國一種磚砌两層建築，是貴族與王室看鬥水牛與體育比赛的地方。
讓加爾是在亞洲最古老的露天劇場。現在還有一些讓加爾在阿薩姆邦各地。